# Championnat de Lituanie de football 1991-1992
Navigation
Saison précédente Saison suivante
La saison 1991-1992 du Championnat de Lituanie de football était la deuxième édition de la première division lituanienne à poule unique, la A Lyga, mais la première à se dérouler sur une saison complète (la précédente saison, de transition, avait été organisée au printemps 1991). Les 14 meilleurs clubs du pays sont regroupés au sein d'une poule unique où chaque équipe rencontre deux fois ses adversaires, à domicile et à l'extérieur.
C'est le FK Zalgiris Vilnius, champion en titre, qui termine en tête de la poule. C'est le 2e titre de champion de Lituanie de son histoire.

## Les 14 clubs participants
| - FK Zalgiris Vilnius - Banga Kaunas - Lietuvos Makabi Vilnius - FK Ekranas Panevezys - FK Sirijus Klaipeda - Granitas Klaipéda - FK Panerys Vilnius | - Snaigé Alytus - Promu de D2 - Inkaras Kaunas - Tauras Šiauliai - FK Mazeikiai - FK Vienybé Ukmergé - Elektronas Tauragé - Sakalas Siauliai |

## Compétition
Le barème de points servant à établir tous les classements se décompose ainsi :
- Victoire : 2 points
- Match nul : 1 point
- Défaite : 0 point

### Classement
| Rang | Équipe                      | Pts | J  | G  | N  | P  | Bp | Bc | Diff |
| ---- | --------------------------- | --- | -- | -- | -- | -- | -- | -- | ---- |
| 1    | Žalgiris Vilnius (T)        | 39  | 25 | 17 | 5  | 3  | 39 | 11 | +28  |
| 2    | FK Panerys Vilnius          | 38  | 25 | 16 | 6  | 3  | 47 | 10 | +37  |
| 3    | FK Sirijus Klaipeda         | 33  | 25 | 11 | 11 | 3  | 32 | 14 | +18  |
| 4    | Banga Kaunas                | 32  | 25 | 11 | 10 | 4  | 26 | 15 | +11  |
| 5    | FK Ekranas Panevėžys        | 32  | 25 | 12 | 8  | 5  | 45 | 21 | +24  |
| 6    | Lietuvos Makabi Vilnius (C) | 31  | 25 | 10 | 11 | 4  | 31 | 18 | +13  |
| 7    | Granitas Klaipėda           | 30  | 25 | 11 | 8  | 6  | 37 | 23 | +14  |
| 8    | Sakalas Siauliai            | 23  | 25 | 7  | 9  | 9  | 26 | 31 | -5   |
| 9    | FK Mazeikiai                | 21  | 25 | 8  | 5  | 12 | 23 | 32 | -9   |
| 10   | Inkaras Kaunas              | 18  | 25 | 6  | 6  | 13 | 23 | 38 | -15  |
| 11   | Snaigė Alytus (P)           | 17  | 25 | 6  | 5  | 14 | 17 | 47 | -30  |
| 12   | Elektronas Tauragė          | 12  | 25 | 3  | 6  | 16 | 10 | 42 | -32  |
| 13   | Tauras Šiauliai             | 7   | 25 | 3  | 1  | 21 | 14 | 49 | -35  |
| 14   | FK Vienybė Ukmergė          | 5   | 13 | 1  | 3  | 9  | 8  | 27 | -19  |

|  | Qualifié pour la Ligue des champions 1992-1993 |
|  | Relégation en deuxième division                |

## Bilan de la saison
| Tableau d'Honneur                   |                         |
| Compétition                         | Vainqueur               |
| Championnat de Lituanie de football | FK Zalgiris Vilnius     |
| Coupe de Lituanie de football       | Lietuvos Makabi Vilnius |

| Qualifications européennes 1992-1993 |                     |
| Ligue des champions                  | FK Zalgiris Vilnius |

| Promotion et relégation |                                            |
| Relégués en II Lyga     | Vienybé Ukmerge Tauras Šiauliai            |
| Promus en A Lyga        | Minija Kretinga Lietuvos Makabi II Vilnius |